# Lionel Delplanque
Lionel Delplanque (Pontoise, 27 de gener de 1972) és un director de cinema francès. Va dirigir quatre curtmetratges entre 1994 i 1999. Després va dirigir dos llargmetratges: En la foscor del bosc en 2000 i Président en 2006.

## Biografia
Lionel Delplanque va néixer a Pontoise. Després d'una classe preparatòria de ciències polítiques, va continuar els seus estudis de cinema a l'ESEC i va fer el seu primer curtmetratge als 22 anys. Un any més tard, va rodar Les Lustrales, un migmetratge de 40 minuts de durada. Seguit de Silver Shadow, guardonat amb el premi de guió al Festival de Clermont-Ferrand; després Opus 66, Gran Premi al curtmetratge fantàstic al Festival de Gérardmer.
Als 27 anys va dirigir el seu primer llargmetratge, En la foscor del bosc que va sortir al 2000. La pel·lícula es va distribuir a més de 30 països i va guanyar el premi Meliès d'Argent al XXXIII Festival Internacional de Cinema Fantàstic de Catalunya.
Durant l'estiu del 2005, va filmar Président, una pel·lícula sobre el darrere del poder, en la qual Albert Dupontel interpreta un cap d'estat. La pel·lícula es va estrenar als cinemes el 20 de setembre de 2006.

## Filmografia

### Curtmetratges i mitjans
- 1994 : Le Ticket (curtmetratge de 5 minuts en blanc i negre)
- 1995 : Les Lustrales (migmetratge de 40 minuts)
- 1997 : Silver Shadow (curtmetratge de 18 minuts)
- 1998 : Opus 66 (curtmetratge de 6 minuts)

### Llargmetratges
- 2000 : En la foscor del bosc
- 2006 : Président

### Clip
- 2003 : Superstar de Superbus

## Distincions
- Festival Internacional de Curtmetratges de Clermont-Ferrand 1997: premi de guió per Silver Shadow
- Festival Internacional de Cinema de São Paulo 1998: premi del públic per Opus 66
- Festival de Gérardmer 1999: Gran Premi al curtmetratge fantàstic per Opus 66
- Festival Internacional de Cinema de Sitges 2000: Premi Meliès d'Argent per En la foscor del bosc